# Centranthus angustifolius
La milamores (Centranthus angustifolius) es una planta de la antigua familia Valerianaceae, ahora subfamilia Valerianoideae.

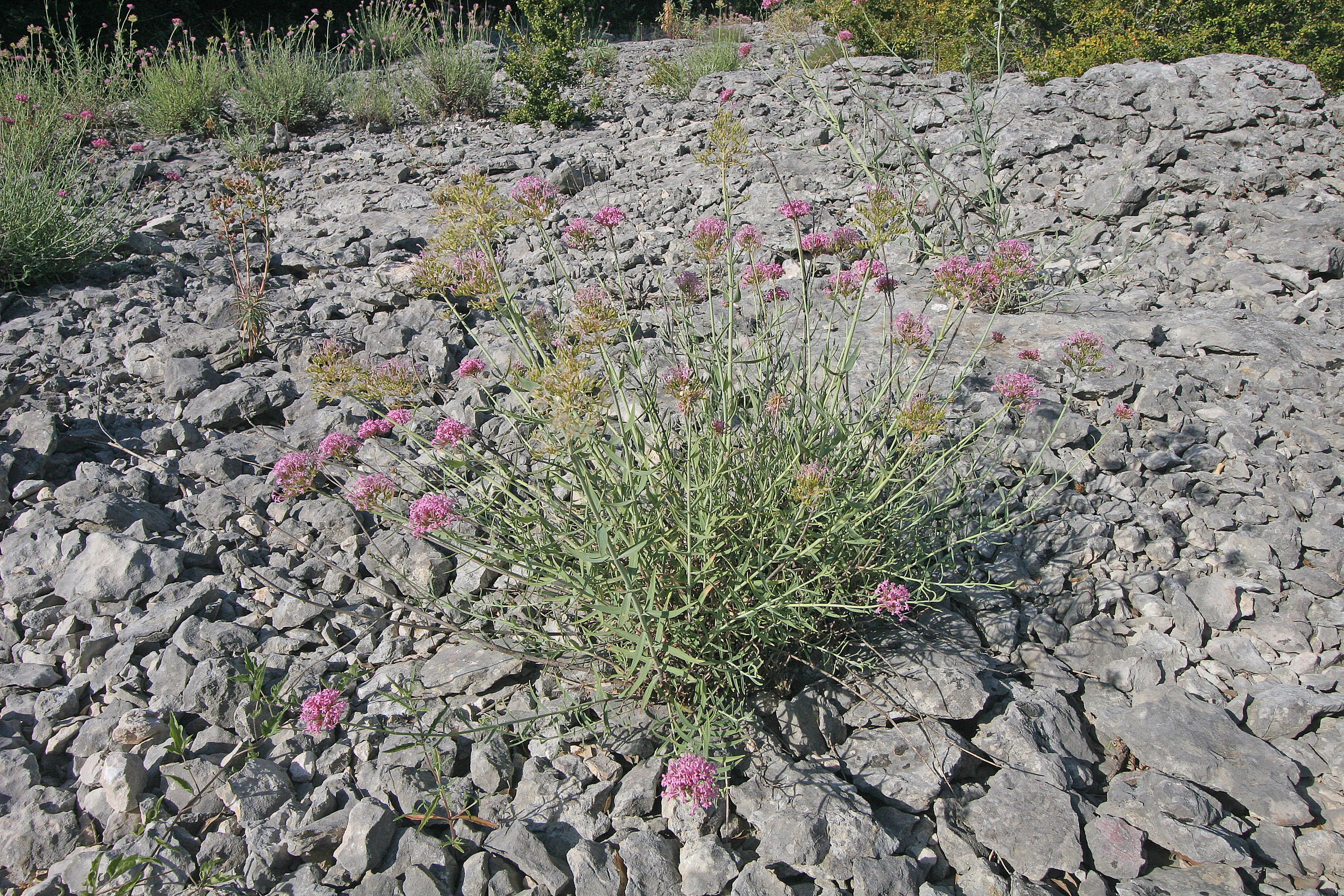
Vista de la planta

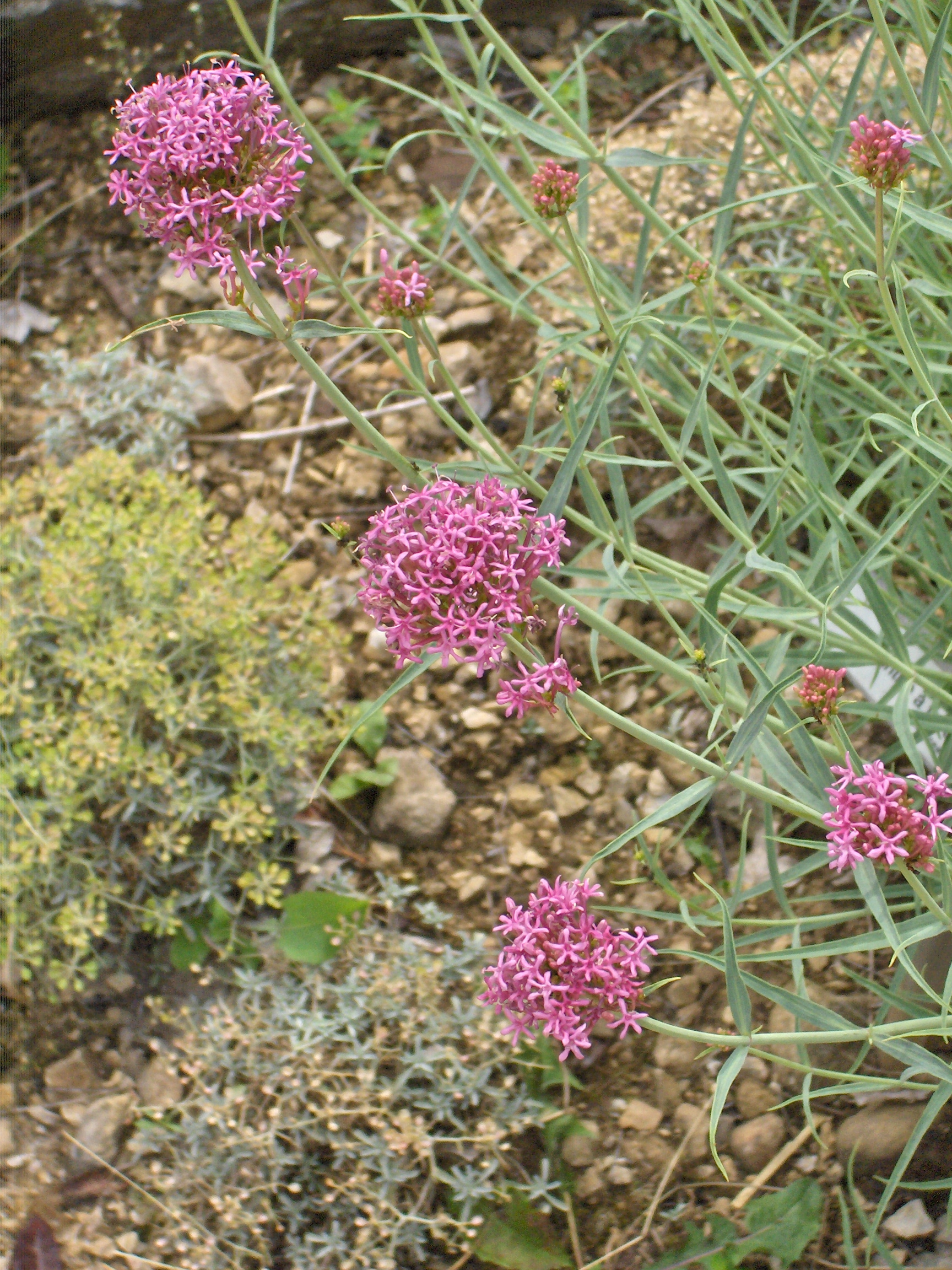
Vista de la planta

## Descripción
Planta perenne, lampiña. Hojas estrechas, lanceoladas, de color verde grisáceo, con pocos nervios laterales paralelos al principal. Flores rosas de 7-9 mm dispuestas en ramilletes densos, planos en su porción superior.

## Distribución y hábitat
En el Pirineo. Habita en fisuras de rocas y grietas de roquedos calizos, desfiladeros fluviales y laderas soleadas.

## Importancia económica y cultural

### Usos
- Medicinal: sus hojas se aplican a las heridas para cicatrizarlas. La raíz se ha tomado como sedante.
- Mágico-cultural: pulverizada y guardada en un saquito, protegería la casa de la caída de rayos.

## Taxonomía
Centranthus angustifolius fue descrita por (Mill.) DC. y publicado en Flore Françoise 4: 239. 1805.
Etimología
Centranthus: nombre genérico que deriva de las palabras griegas:
kéntron = "aguijón, espolón, etc".; y ánthos  = "flor". Las flores, en este género, tienen espolón.
angustifolius: epíteto latíno que significa "con hojas estrechas".
Sinonimia
- Ocymastrum angustifolium Kuntze
- Valeriana angustifolia Mill. basónimo
- Valeriana monandra Villiers[4]